# Otto Schieder

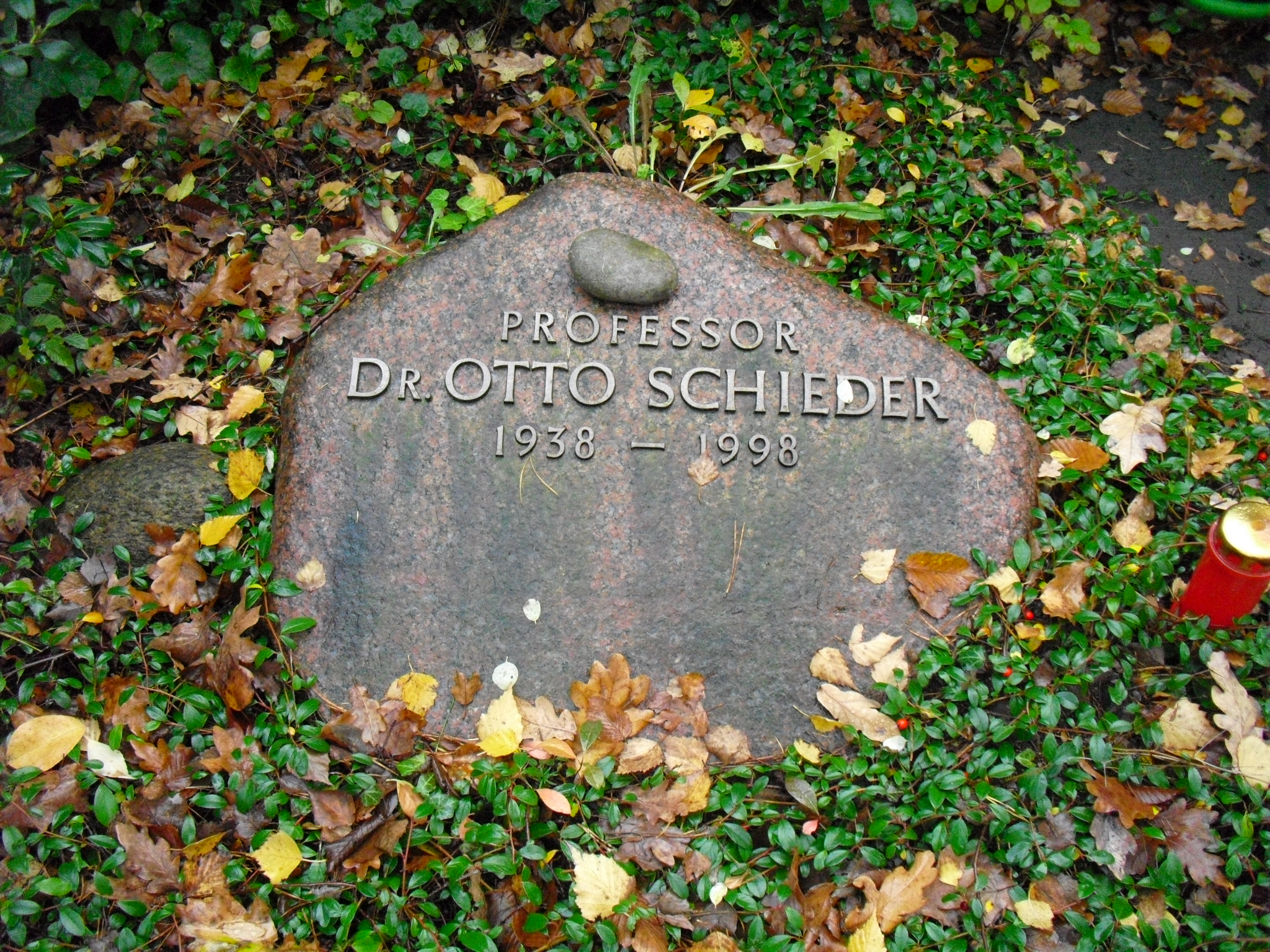
Otto Schieders Grabstein auf dem Friedhof Heerstraße

Otto Schieder (* 7. August 1938 in Königsberg; † 15. Mai 1998 in Berlin) war ein deutscher Biologe und Züchtungsforscher. 
Als Sohn des Professors für Mittlere und Neuere Geschichte Theodor Schieder (1908–1984) und dessen Frau Eva Rogalsky wuchs er in Königsberg auf. Anfang 1944 flüchtete die Familie nach Dietmannsried im Allgäu. Nach dem Schulbesuch in Kempten und Köln bestand Otto Schieder 1954 das Abitur am Gymnasium Kreuzgasse in Köln. Er studierte in Köln, Bonn und Kiel Zoologie, Botanik, Genetik und Biochemie.
Er wurde 1967 in Köln mit einer von Joseph Straub vom Max-Planck-Institut für Züchtungsforschung betreuten Arbeit promoviert. Anschließend war er bis 1979 wissenschaftlicher Mitarbeiter am Max-Planck-Institut. 1978 wurde er an der Universität Bochum bei Meinhart Zenk habilitiert. 1980 wurde er Leiter einer selbständigen Arbeitsgruppe am Max-Planck Institut für Züchtungsforschung. Von 1985 bis zu seinem Tode war er Professor für Unkonventionelle Pflanzenzüchtung am Institut für Angewandte Genetik der Freien Universität Berlin.
Otto Schieder starb im Mai 1998 im Alter von 59 Jahren in Berlin. Sein Grab befindet sich auf dem landeseigenen Friedhof Heerstraße in Berlin-Westend (Grablage: II-W7-7/8).